# 30439 Мо
30439 Мо (30439 Moe) — астероїд головного поясу, відкритий 21 червня 2000 року.
Тіссеранів параметр щодо Юпітера — 3,460.